# Plionoma rubens
Plionoma rubens là một loài bọ cánh cứng trong họ Cerambycidae.